# Arctosa lama
Arctosa lama este o specie de păianjeni din genul Arctosa, familia Lycosidae, descrisă de Charles Denton Dondale și Redner, 1983. Conform Catalogue of Life specia Arctosa lama nu are subspecii cunoscute.